# Fußball-Landesklasse Berlin 1950/51
Die Fußball-Landesklasse Berlin 1950/51 wurde 1950 ins Leben gerufen und war die höchste Spielklasse im sowjetischen Sektor Berlins. Sie wurde den Landesklassen der fünf Länder der DDR gleichgestellt und war damit drittklassig. Für den Spielbetrieb zeichnete sich der Landessportausschuss für Groß-Berlin zuständig, der Mitglied des Deutschen Sportausschusses der DDR war. Nach der Abschaffung der Länder in der DDR wurde die Landesklasse nach der Saison 1951/52 eingestellt und im Wesentlichen durch die Bezirksliga Berlin abgelöst.

## Vorgeschichte
Mit der Neugründung des Verbandes Berliner Ballspielvereine (VBB) am 2. Dezember 1949 im Westteil Berlins zeichnete sich langsam eine Spaltung des Berliner Fußballspielbetriebs ab. Als der VBB für die Saison 1950/51 die Einführung des Vertragsspielerstatus für die Berliner Stadtliga ankündigte, zog der Landessportausschuss Groß-Berlin, Mitglied des Deutschen Sportausschusses der DDR, die Mannschaften aus dem Sowjetischen Sektor aus dem Spielbetrieb der Berliner Stadtliga zurück. In der Folge wurde für Ost-Berlin ein eigener Spielbetrieb organisiert, dessen Spitze die Landesklasse darstellte. Darunter wurden 2 Staffeln der Bezirksklasse eingerichtet, es folgten je vier Staffeln der 1. und 2. Kreisklasse. Ursprünglich war mit dem Landessportausschuss Brandenburg auch vereinbart, die Landesklasse Berlin auf Orte auszudehnen, die mit der S-Bahn oder Vorortbahn zu erreichen waren. In einer ersten Übersicht wurden dementsprechend auch Mannschaften aus Hennigsdorf, Werder und dem damals noch eigenständigen Ketschendorf aufgeführt. Letzten Endes nahm aber nur die wenig später in BSG Chemie Fürstenwalde umbenannte Mannschaft des DeKa-Werkes in Ketschendorf teil.
| SV Grünau |

| Adlershofer BC |

| Weißensee |

| Buchholz |

| Stralau |

| Lichtenberg |

| VfB Berlin 1911 |

| Johannisthal |

| Rapide 93 |

| Baumschulenweg |

| SG Friedrichsfelde |

| SG Volks- polizei/Polski |

| \| Fürstenwalde \|             |
| Mannschaften außerhalb Berlins |
| Fürstenwalde                   |

| Fürstenwalde |

## Tabelle
| Pl. | Verein                      | Tore  | Punkte |
| --- | --------------------------- | ----- | ------ |
| 01. | SV Grünau Berlin ↑          | 38:14 | 74:40  |
| 02. | Adlershofer BC 1908         | 35:17 | 65:30  |
| 03. | BSG Chemie Fürstenwalde (N) | 35:17 | 56:30  |
| 04. | ASV Weißensee               | 35:17 | 55:41  |
| 05. | SV Buchholz                 | 31:21 | 45:40  |
| 06. | Berolina Stralau            | 30:22 | 54:40  |
| 07. | Sparta Lichtenberg          | 29:23 | 53:43  |
| 08. | VfB Berlin 1911             | 26:26 | 46:42  |
| 09. | BHW Johannisthal            | 22:30 | 40:44  |
| 10. | Rapide 93 Niederschönhausen | 21:31 | 31:56  |
| 11. | Grün-Weiß Baumschulenweg    | 18:34 | 32:56  |
| 12. | Polski KS Zryw ↓            | 17:35 | 32:67  |
| 13. | SG Friedrichsfelde ↓        | 16:36 | 27:44  |
| 14. | SC Weißensee ↓              | 11:41 | 44:81  |